# 고전학파의 이분법
고전학파의 이분법(classical dichotomy)은 고전파 경제학이 거시경제학에서 실질 변수와 명목 변수를 나누는 것을 뜻한다.
정확히 말하면, 만약 실질 이자율과 같은 실질 변수들이 명목 변수들을 고려하지 않고도 분석될 수 있다면, 이는 고전학파의 이분법을 나타내는 것이라고 할 수 있다. 특히 이는 실질 GDP와 다른 실질 변수들이 화폐의 공급과 인플레이션율을 모르는 상태에서도 결정될 수 있음을 뜻한다. 이러한 생각은 고전파 경제학의 화폐의 중립성 가정 하에서 성립된다. 이러한 이분법은 존 메이너드 케인스 이전의 경제학자들의 사고에서 빠질 수 없는 부분이었다. 또한 신고전파 경제학에서도 이러한 이분법을 계승하고 있다.
반면 케인즈주의 학자들과 통화주의자들은 고전파의 이분법을 기각했는데, 이는 고전파의 분석과 달리 현실에서 가격은 경직적이었기 때문이다. 단기적으로 가격은 고전파가 예상한 지점으로 움직이지 않는다, 따라서 화폐 공급의 증가는 총수요를 증가시키며, 이는 다시 실질 거시경제 변수들을 변화시키게 된다.